# Embarcadero Delphi
Embarcadero Delphi, раніше Borland Delphi та CodeGear Delphi — це інтегроване середовище швидкої розробки програмного забезпечення. Середовище Embarcadero Delphi працює під Microsoft Windows і підтримує розробку програмного забезпечення для операційних систем Microsoft Windows x86 та x64, Mac OS x86, Apple iOS та Android мовою програмування Delphi (Object Pascal). Embarcadero Delphi входить до групи засобів розробки Embarcadero RAD Studio.

## Бібліотеки
Ядро середовища розробки Delphi складають програмні бібліотеки, що містять багатий базовий функціонал. Завдяки цим бібліотекам значно спрощується і уніфікується розробка застосунків. Багаторічне реальне використання і зневадження цих бібліотек багатьма розробниками в багатьох реальних проєктах довели якість цих бібліотек до високого рівня.

### FireMonkey Application Platform
FireMonkey (FMX) — платформа для створення 2D і 3D багатоплатформних застосунків, що використовує графічний процесор сучасних настільних комп'ютерів і мобільних пристроїв.

### Internet Direct (Indy)
Internet Direct (Indy) — відкрита програмна бібліотека компонентів для роботи з сокетами. До складу цієї бібліотеки входять клієнтські та серверні компоненти, що реалізують TCP, UDP, ICMP, DICT, DNS, Echo, Finger, FSP, FTP, Gopher, HTTP, IMAP4, IRC, LPR, NNTP, POP3, RSH, SMTP, SNMP, SNPP, SNTP, Telnet, Whois, WebDAV та багато інших протоколів. Також підтримуються захищені канали зв'язку з використанням SSL і TLS.

### Run-Time Library (RTL)
Run-Time Library (RTL, укр. Бібліотека часу виконання) — містить системні модулі, класи, типи, функції, константи, змінні, що формують базову логіку і використовуються всіма застосунками, що розробляються в Delphi.

### Visual Component Library (VCL)
Visual Component Library (VCL, укр. Бібліотека візуальних компонентів) — бібліотека елементів керування (контролів, віджетів), невізуальних компонентів і допоміжних класів Delphi для розробки Windows-застосунків, Web-застосунків, застосунків баз даних і консольних застосунків.

## Супутнє програмне забезпечення
До складу Embarcadero Delphi входять спеціальні видання популярних інструментів і додаткових компонентів.

### FastReport
FastReport VCL 4 RAD Edition — швидкий та зручний генератор звітів, до складу якого входять:
- Візуальний дизайнер звітів з широким набором сторінок звітів, розділами, заголовками і підписами; об'єкти звітів представлені текстом, HTML, RTF, численними форматами зображень, діаграм, штрихкодів тощо;
- Ядро генератора звітів;
- Вікно попереднього перегляду.

Підтримується експорт до PDF, RTF, HTML, TXT, JPEG, BMP, TIFF, GIF, EMF і CSV. Також наявні конвертори існуючих звітів з Quick Reports, Rave Reports і Report Builder.

### InterBase
Високопродуктивний масштабований повнофункціональний рушій баз даних InterBase працює під Android, iOS, Windows, Mac OS X і Linux, і підходить розробникам, яким потрібні легкі бази даних без витрат на адміністрування. Interbase надає надійний захист даних, відновлення у випадку збоїв, журналювання і підтримку популярних драйверів баз даних, що робить гнучким розгортання кінцевих продуктів.

### TeeChart
TeeChart Standard — потужний бібліотечний набір компонентів діаграм і креслень з широким спектром графічних стилів для візуалізації даних з використанням математичних, статичних і фінансових функцій і палітри з 12 компонентів.

### IntraWeb
IntraWeb — фреймворк для розробки повнофункціональних вебзастосунків з підтримкою AJAX і включаючи підтримку Microsoft Silverlight 2.0. При цьому цей фреймворк розроблений таким чином, щоб максимально наблизити розробку Web-застосунків до розробки звичайних VCL-застосунків.

### Beyond Compare
Інструмент Text Compare надає зручний багатофункціональний інтерфейс для порівняння вмісту файлів і виявлення відмінностей файлів. Text Compare вбудований в середовище Embarcadero Delphi і забезпечує перегляд історії змін файлів.

### AQtime
Профілятор AQtime Standard дозволяє проводити вимірювання продуктивності, аналіз використання пам'яті і ресурсів застосунків, створених компіляторами Microsoft, Embarcadero, Intel, Compaq і GNU. Профілятор AQtime Standard вбудований безпосередньо в середовище Embarcadero Delphi і містить велику кількість стандартних шаблонів профілювання, при чому не тільки продуктивності, але також й використання пам'яті і ресурсів, покриття коду, невикористовуваних модулів тощо.

### CodeSite
Система журналювання CodeSite Express Edition вбудована в середовище Embarcadero Delphi і допомагає розробникам писати журнали в файли або безпосередньо в переглядач журналів з метод відслідковування помилок та будь-яких інших проблем в застосунках.

### glyFX
Бібліотека зображень glyFX Icon Library CodeGear Edition містить набір високоякісних значків для панелей інструментів. Бібліотека містить понад 100 різноманітних зображень. Всі зображення представлені в розмірах від 16х16 до 64х64 пікселів і трьох станах (нормальне, наведене і вимкнене), в форматах 24-біт BMP і 32-біт PNG.

### IP*Works
Бібліотека IP*Works призначена для використання в застосунках, що використовують мережу Інтернет, а саме відправку електронної пошти, передачу файлів, керування мережею тощо. IP*Works дозволяє швидко інтегрувати в застосунок будь-який основний протокол або технологію мережі Інтернет: FTP, HTTP, SMTP, POP, IMAP, SNMP, LDAP, DNS, RSS, SMPP(SMS), XMPP(Jabber), SOAP, WebDAV тощо.
Проте, слід зазначити, що до комплекту поставки Embarcadero Delphi також входить потужна бібліотека Indy, в якій реалізовано багатий набір компонентів і класів для роботи в мережі.

## Приклади проєктів

### Object Pascal (Apple)
```
program
 
ObjectPascalExample
;

 

   
type

      
THelloWorld
 
=
 
object

         
procedure
 
Put
;

      
end
;

 

   
var

      
HelloWorld
:
 
THelloWorld
;

   
procedure
 
THelloWorld
.
Put
;

   
begin

      
WriteLn
(
'Hello, World!'
)
;

   
end
;

 

begin

   
New
(
HelloWorld
)
;

   
HelloWorld
.
Put
;

   
Dispose
(
HelloWorld
)
;

end
.

```

### Object Pascal (Turbo Pascal)
```
program
 
ObjectPascalExample
;

 

   
type

      
PHelloWorld
 
=
 
^
THelloWorld
;

      
THelloWorld
 
=
 
object

         
procedure
 
Put
;

      
end
;

   
var

      
HelloWorld
:
 
PHelloWorld
;
 
{ це вказівник на THelloWorld }

   
procedure
 
THelloWorld
.
Put
;

   
begin

      
WriteLn
(
'Hello, World!'
)
;

   
end
;

begin

   
New
(
HelloWorld
)
;

   
HelloWorld
^.
Put
;

   
Dispose
(
HelloWorld
)
;

end
.

```

### Object Pascal (Delphi та Free Pascal)
```
program
 
ObjectPascalExample
;

type

  
THelloWorld
 
=
 
class

    
procedure
 
Put
;

  
end
;

procedure
 
THelloWorld
.
Put
;

begin

  
Writeln
(
'Hello, World!'
)
;

end
;

var

  
HelloWorld
:
 
THelloWorld
;
               
{ це неявний вказівник }

begin

  
HelloWorld
 
:=
 
THelloWorld
.
Create
;
      
{ конструктор повертає вказівник }

  
HelloWorld
.
Put
;
                        

  
HelloWorld
.
Free
;
                       
{ розіменування вказівника}

end
.

```

### Object Pascal (Oxygene)
```
namespace
 
ObjectPascalExample
;

   
interface

   
type

      
ConsoleApp
 
=
 
class

         
class
 
method
 
Main

      
end
;

      
THelloWorld
 
=
 
class

         
method
 
Put
;

      
end
;

   
implementation

   
method
 
THelloWorld
.
Put
;

   
begin

      
Console
.
WriteLine
(
'Hello, World!'
)
;

   
end
;

   
class
 
method
 
ConsoleApp
.
Main
;

   
begin

      
var
 
HelloWorld
 
:=
 
new
 
THelloWorld
;

      
HelloWorld
.
Put
;

   
end
;

end
.

```

## Історія
Свій початок Delphi бере від широко відомого інтегрованого середовища розробки програмного забезпечення для платформ MS DOS та Microsoft Windows 3.x Turbo Pascal/Borland Pascal компанії Borland. Основним ідеологом Delphi був Андерс Гейлсберг, один з авторів Turbo Pascal.

### Назва
Під назвою Delphi (а також Wasabi і Mango) спочатку фігурував дослідницький проєкт компанії Borland, який розвинувся у продукт, що мав називатися AppBuilder.
Проте, відразу після першого випуску Borland AppBuilder, компанією Novell було випущений Novell AppBuilder, тож Borland була змушена придумати нову назву для свого продукту. Після великої дискусії назва Delphi перемогла.
Розробник Дені Торп (Danny Thorpe) вибрав кодове ім'я Delphi, пов'язавши його з оракулом з Дельфів (англ. Oracle at Delphi). Однією з ключових цілей при роботі над Delphi було надання можливості розробки застосунків для баз даних, а популярним пакетом баз даних на той час був Oracle Database; звідси «Якщо ви хочете поговорити з оракулом, ідіть до Дельфів» (англ. «If you want to talk to [the] Oracle, go to Delphi»). Розробка продовжувалась, а Borland дедалі більше схилявся до назви Delphi.

### Власники
Першим власником і розробником Delphi була компанія Borland.
8 лютого 2006 року Borland оголосила про пошук покупця для її лінії продуктів швидкої розробки програмного забезпечення і баз даних, що включало й Delphi. Це рішення компанія пояснила намаганням сконцентруватися на своїй лінії продуктів ALM.
14 листопада 2006 року Borland оголосила про відділення групи розробників у незалежну дочірню компанію CodeGear.
1 червня 2008 року Borland продала CodeGear компанії Embarcadero Technologies. Embarcadero зберегла відділ CodeGear, створений Borland, для ідентифікації куплених продуктів, свої ж розробки Embarcadero вирішила розповсюджувати під іменем DatabaseGear.

## Версії (у зворотньому порядку)

### Embarcadero Delphi 10 Seattle
Версія: 23.0
Дата виходу: 31 серпня 2015

### Embarcadero Delphi XE8
Версія: 22.0
Дата виходу: 7 квітня 2015
Нові функції Delphi XE8 :
- Компіляція під iOS 64-біт та підтримка Apple Universal Apps
- Багатоплатформовий попередній перегляд для довільної вибраної палітри пристроїв та форм-факторів
- Компоненти для відслідковування фізичного наближення до інших пристроїв
- AppAnalytics - готове (за додатковою підпискою) рішення для збору анонімної статистики використання застосунків
- GetIt - менеджер пакунків, що спрощує пошук та завантаження бібліотек, фреймворків тощо
- Оновлені сервіси Enterprise Mobility Services (EMS)

### Embarcadero Delphi XE7
Версія: 21.0
Дата виходу: 2 вересня 2014
Delphi XE7 дозволяє як розширювати існуючі застосунки Windows, так і створювати нові сучасні застосунки, що з’єднують десктопні та мобільні пристрої з гаджетами, хмарними сервісами та сервісами рівня підприємства. Нова бібліотека паралельного програмування полегшує розробку багатопотокових застосунків, які дозволяють задіяти всю потужність багатоядерних систем.
Нові функції Delphi XE7:
- Дизайнер FireUI, що підтримує розробку для широкого спектра пристроїв, та компоненти користувацького інтерфейсу
- З’єднані застосунки з використанням Bluetooth та Wi-Fi
- Мобільні сервіси підприємства
- Бібліотека паралельних обчислень
- Розширення мови програмування Object Pascal; розширення RTL; розширення FireDAC та роботи з базами даних; новий менеджер PAServer; зміни в FireMonkey[en].

### Embarcadero Delphi XE6
Версія: 20.0
Дата виходу: 15 квітня 2014
Delphi XE6 позиціонується як великий апгрейд, в якому виправлено більше 2000 проблем, внесені правки до VCL і FireMonkey та зроблені інші вдосконалення для поліпшення роботи над багатоплатформними застосунками для широкого спектра пристроїв:
- Компоненти зв'язування застосунків App Tethering
  - Зв'язування існуючих Windows застосунків з мобільними пристроями без портування всього Windows застосунку
  - Зв'язування VCL або FireMonkey застосунків з мобільними застосунками
  - Створення мобільних супутніх застосунків для VCL застосунків
  - Робота через Wi-Fi і мобільні мережі
- Компонент панелі завдань
  - Компонент для відображення попереднього перегляду вмісту вікон застосунків з додатковими кнопками керування
  - Відображення прогресу на панелі завдань
- Нові стилі VCL
- Компоненти сенсорів для VCL: акселерометр, GPS і гіроскоп
- Підтримка вбудованої купівлі-продажу і вбудованої реклами
- Підтримка Google Glass
- Покращена доступність
  - Підтримка екранного диктора
  - Підтримка JAWS для Windows і VoiceOver для Mac OS X
- Вдосконалення в роботі з базами даних
  - Зміни в FireDAC і FDMemTable
  - Провідник даних для FireDAC
  - Підтримка Apache (WebBroker)
  - Файли заголовків DirectX 11
  - Майстри продуктивності DataSnap
  - Рефакторинг і вдосконалення RTL
  - Оновлення драйвера FireDAC Informix

### Embarcadero Delphi XE5
Версія: 19.0
Дата виходу: 11 вересня 2013
В цій версії анонсовано підтримку розробки під ОС Android. Таким чином, Delphi XE5 підтримує розробку під Windows x86, Windows x64, Mac OS 32-біт, iOS та Android.
Нове в Delphi XE5:
- Підтримка нативної розробки для Android та iOS
- Одна кодова база для всіх платформ
- Multi-Device Application Platform

### Embarcadero Delphi XE4
Версія: 18.0
Дата виходу: 22 квітня 2013
З виходом цієї версії Embarcadero перейшла на піврічний цикл випуску нових продуктів; попередня версія Delphi XE3 вийшла за 7 місяців до цього. В цю версію Delphi повернуто підтримку розробки для iOS, проте, це стосується лише версій Delphi XE4 Enterprise і Architect. Власники Delphi XE4 Professional можуть докупити додатковий пакет розширень для розробки під мобільні платформи Mobile Add-On Pack.
Нововведення і зміни в Delphi XE4:
- Значно перероблена FireMonkey 3
  - Нові компоненти для iOS, такі, як камера, збільшувальне скло, номеронабирач тощо
  - Підтримка фреймів
  - Сенсорний інтерфейс і жести для iOS
  - Нативні стилі для iOS
  - Підтримка дисплеїв з високою роздільною здатністю (Retina) для компонентів 3D
- Зміни в сервері Platform Assistant Server (PAServer)
- Нові мобільні компілятори
- Підтримка платформи призначення iOS в середовищі
- Виправлення окремих багів

### Embarcadero Delphi XE3
Версія: 17.0
Дата виходу: 3 вересня 2012
Нововведення в Delphi XE3:
- Нова версія бібліотеки FireMonkey2 (FM2)
  - Підтримка дій (Actions)
  - Підтримка сенсорного інтерфейсу і жестів
  - Нові стилі FireMonkey
  - Підтримка стилізації неклієнтської області вікон
  - Підтримка відтворення/запису аудіо/відео
  - Розширення функціоналу FireMonkey 3D
  - Нові додаткові класи розкладок
  - Покращене керування представленням тексту
  - Сенсорні компоненти FireMonkey
    - Сенсор розташування для Windows і Mac OS X
    - Сенсор руху для Windows

  - Віртуальна клавіатура
  - Підтримка DirectX 10
- Новий візуальний дизайнер LiveBindings
- Зміни в структурі модулів для уніфікації підтримки дій (Actions) в VCL і FireMonkey
- Нові стилі VCL
- Анімаційні ефекти для елементів керування VCL
- Рефакторинг структури модулів
- Нові і оновлені майстри VCL
  - Майстер застосунку VCL Metropolis UI
  - Майстер застосунку FireMonkey Metropolis UI
  - Майстер застосунку FireMonkey Desktop Application
- Нові рішення для підписування коду і компіляції проєктів під Mac OS
- Заборонено використання дванадцяти глобальних змінних, що мали відношення до налаштувань локалі, замість них впроваджено новий тип даних TFormatSettings
- З цієї версії було вилучено підтримку iOS, оскільки передбачалося створення окремого продукту — Mobile Studio
- Виправлення окремих багів

Створення повноцінних WinRT програм на Delphi XE3 неможливе через ліцензійну заборону створення сторонніх нативних компіляторів під цю платформу.

### Embarcadero Delphi XE2
Версія: 16.0
Дата виходу: 2 вересня 2011
Delphi XE2 внесла велику кількість революційних змін і кардинально змінила вектор розвитку Delphi, зокрема, в цій версії реалізовані:
- Підтримка розробки 64-бітних застосунків під Windows, завдяки чому вони отримують переваги від використання найновішого комп'ютерного обладнання і доступ до більших обсягів пам'яті; при цьому 64-бітність підтримують всі складові Delphi, такі, як FireMonkey, VCL, RTL, компілятор і зневаджувач
- Нативна компіляція під Windows, Mac та iOS
- Багатоплатформна бібліотека FireMonkey (у минулому DXScene від KsDev), повністю написана на Delphi, використовує векторну графіку й апаратне прискорення графічного процесора
- Візуальні стилі VCL
- Розширена підтримка хмарних сервісів
- Підтримка InterBase XE, FireBird 2.5, SQL Anywhere 12 та ODBC
- Технологія LiveBindings для створення «живих» зв'язків між довільними властивостями довільних компонентів і об'єктів

### Embarcadero Delphi XE
Версія: 15.0
Дата виходу: 30 серпня 2010
Нова версія Delphi вводить нове базове позначення XE, що означає «Підтримка гетерогенних баз даних без додаткових витрат» (англ. «Heterogeneous database support with no additional cost»).
Цією версією Embarcadero впроваджує нові зміни і доповнення, зокрема:
- Розширена розробка багато-рівневих застосунків з допомогою DataSnap
  - Нові майстри створення серверних застосунків і клієнтських модулів
  - Підтримка транспортних протоколів JavaScript, REST, HTTP та HTTPS
  - Ролі користувачів для автентифікації
- Потужна інтегрована інструментальна підтримка
  - Профілятор AQTime Standard
  - Інструмент логування і аналізу CodeSite Express
  - Компоненти IP*Works для розробки Інтернет застосунків
  - Покращений рушій пошуку відмінностей Beyond Compare Text Compare
- Хмарні обчислення
  - Компоненти для роботи з Windows Azure
  - Просте розгортання під Amazon EC2
- Інтеграція Subversion в середовище
- Вища продуктивність і покращене керування кодом
  - Розширена генерація коду із моделі
  - Генерація діаграм послідовностей із методів
- Нові інструменти для автоматизації і підсилення процесу компіляції
- Покращення в мові програмування Delphi, компіляторі та бібліотеці
  - Оновлення VCL та RTL
  - Регулярні вирази для Delphi RTL
  - Розширена функціональність TStrings та Date/Time
  - Open Tools API для внутрішніх закладок

### Embarcadero Delphi 2010
Версія: 14.0
Дата виходу: 15 вересня 2009
Включена до складу RAD Studio 2010, Delphi 2010 має більш ніж 120 нових і розширених властивостей, які дозволяють розробнику працювати над проєктами швидше:
- Вбудована підтримка жестів і сенсорного введення
- Підтримка Windows 7
- IDE Insight
- Під'єднання dbExpress до Firebird

Зміни і доповнення в редакторі:
- Керування згортанням коду
- Пересування блоків тексту клавішею Tab
- Підтримка перетягування файлів безпосередньо в редактор коду
- Підтримка рефакторингу узагальнень
- Форматувальник сирцевого коду
- Аудит і метрики сирцевого коду
- Перетягування маркерів рядків (точки зупинки, закладки тощо) в редакторі

Зміни в менеджері проєктів:
- Сортування елементів менеджера проєктів
- Компіляція і побудова, починаючи з певного елемента

Зміни в палітрі інструментів:
- Палітра компонентів може знову розташовуватися на панелі інструментів
- Перейменування категорій

Крім того, внесено багато мілких змін до пошуку, до діалогу створення нових елементів тощо.
Цікавий факт: Внутрішня версія Delphi 2009 — 12.0, а Delphi 2010 — 14.0. Версії 13.0 не існує.

### CodeGear Delphi 2009 для Win32
Версія: 12.0
Дата виходу: 25 серпня 2008
Delphi 2009 впроваджує багато нових можливостей, і одночасно відкидає зайвий баласт. Зокрема, Delphi 2009 більше не підтримує розробку під Microsoft .NET, весь цей функціонал було переміщено в Delphi Prism.
Delphi 2009 впроваджує повну підтримку Unicode, що, в свою чергу, призвело до повної переробки бібліотек VCL та RTL, а також самого середовища.
Зміни в компіляторі і мові програмування Delphi:
- Новий тип текстового рядка
- Узагальнення для Win32
- Анонімні методи для Win32
- Нові директиви і повідомлення компілятора
- Функція Exit може приймати параметр, який визначає результат

Інші важливі зміни і доповнення:
- Елементи інтерфейсу Ribbon
- DataSnap 2009 зі значними змінами

В VCL/RTL з'явились нові класи і компоненти: TButtonedEdit, TCategoryPanel, TCategoryPanelGroup, TCharacter, TLinkLabel, TListGroup, TListGroups, TEncoding, TStringBuilder, TCustomHint, TStringReader, TStringWriter, TStreamReader, TStreamWriter.

### CodeGear Delphi 2007 для Win32
Версія: 11.0
Дата виходу: 16 березня 2007
Ця версія Delphi була першою, що її випустила CodeGear, дочірня компанія Borland.
Новий функціонал Delphi 2007 для Win32:
- Підтримка Windows Vista:
  - Теми для застосунків
  - Підтримка 'скляного' вигляду вікон в VCL
  - Діалоги, такі, як відкриття файлів, друк тощо
- VCL for Web дозволяє швидко і візуально будувати вебзастосунки, що підтримують технологію AJAX. VCL for Web обгортає нізько-рівневі технології у візуальні компоненти, а тому розробнику немає потреби знати HTML, JavaScript, CSS або HTTP, і він може повністю зосередитись на коді і користувацькому інтерфейсі
- Нова архітектура баз даних dbExpress 4 уніфікує під'єднання до баз даних рівня підприємства і додає підтримку найуживаніших баз даних SQL
- Підтримка MSBuild project build/make

Версія Delphi 2007 для Win32 була представлена раніше, ніж версія Delphi 2007 для .NET, яка вийшла лише 5 вересня 2007 року в складі CodeGear RAD Studio 2007. Зі складу Delphi 2007 для Win32 було вилучено функціонал C# Builder, оскільки продаж виявився нижчим, ніж очікувалося, по тій простій причині, що Microsoft Visual Studio також містила в своєму складі C#.
Редактор форм Windows Form designer для Delphi .NET також був виключений з Delphi 2007, оскільки він базується на API фреймворка .NET, який в .NET 2.0 був змінений настільки радикально, що переробка редактора потребували значних зусиль.
В цій версії вперше з'явилася можливість завантаження через Інтернет і активації з використанням ключа ліцензії. Ця можливість підтримується інсталяційною технологією InstallAware, яка сама розроблена в Delphi і постачається безкоштовно в комплекті з Delphi.

### Turbo Delphi
Версія: 10.0
Дата виходу: 6 вересня 2006
В вересні 2006 року «The Developer Tool Group» (в майбутньому CodeGear), що входила до складу Borland, випустила одномовні версії інструментів Borland Developer Studio і дала їм старе-добре ім'я «Turbo». Набір продуктів «Turbo» складається з Turbo Delphi для Win32, Turbo Delphi для .NET, Turbo C++ і Turbo C#. Були наявні два варіанти кожного продукту: безкоштовна доступна для завантаження версія Explorer і платна версія Professional. На відміну від попередніх версій Personal, ліцензія версії Explorer дозволяла комерційну розробку.

### Borland Delphi 2006
Версія: 10.0
Дата виходу: 23 листопада 2005
Нова версія Delphi 2006 увійшла до складу Borland Developer Studio 2006. Ця версія поєднує в одному середовищі C# і Delphi.NET, Delphi Win32 і С++, і на момент виходу була більш стабільною, ніж Delphi 8 або Delphi 2005. З виходом сервісних пакунків і оновлень стабільність лише поліпшувалась.
Нові можливості середовища:
- Новий редактор форм, з напрямними і позиціонуванням
- «Живе» редагування шаблонів
- Автоматичне доповнення блоків
- Швидке пересування по методам
- Візуальне відображення змінених рядків коду
- Автоматичне оголошення змінних
- Покращений зневаджувач
- Розширений рефакторинг
- Вбудована підтримка розробки під ASP.NET

Нововведення в мові програмування Delphi:
- Статичні методи і властивості
- Перевантаження операторів

Крім того, в VCL з'явились нові класи і компоненти TTrayIcon, TFlowPanel, TGridPanel, TCustomTransparentControl, TMargins, TPaddings.

### Borland Delphi 2005
Версія: 9.0
Дата виходу: 12 жовтня 2005
В цю версію, також відому як Borland Developer Studio 3.0, було повернуто можливість компіляції в нативний Win32.
В середовище Delphi 2005 були додані такі нові можливості:
- Робота з базами даних вживу, безпосередньо з середовища
- Вдосконалений Error Insight виконує перевірки в процесі редагування коду
- Help Insight виводить XML коментарі у спливаючому меню
- Теми для середовища
- Вбудована підтримка контролю версій
- Вбудований рефакторинг

Зміни в мові програмування Delphi:
- багатомодульні простори імен
- новий оператор for … in … do (аналог foreach в C#), який, проте, широко критикувався[26] за свої вади
- Вбудовувані функції

### Borland Delphi 8 для .NET
Версія: 8.0
Дата виходу: 22 грудня 2003
Восьма версія Delphi підтримує розробку виключно під платформу Microsoft .NET, компілюючи проєкти Delphi (мова програмування) в .NET CIL.
В восьмій версії Delphi з'являється новий закріплений інтерфейс (під кодовою назвою Galileo), подібний до Microsoft Visual Studio.NET. В цьому інтерфейсі редактор форм вбудовано в основне вікно Delphi (хоча можливість перемикання у англ. Classic Undocked розміщення вікон все ще залишилася), а палітра компонентів, яка до цього розташовувалась на панелі інструментів, переміщена в окреме закріплюване вікно. Ця версія була неспроможна компілювати код під Win32; можливість компіляції під Win32 була відновлена лише в Delphi 2005.

### Borland Delphi 7
Версія: 7.0
Дата виходу: 9 серпня 2002
В сьомій версії Delphi додані нові компоненти для Windows XP і приділена увага розробці вебзастосунків.
Нове в Delphi 7:
- Розширені повідомлення компілятора
- Нові компоненти для бібліотек CLX, Indy
- IntraWeb для розробки застосунків вебсерверів
- Підтримка Apache 2
- Новий генератор звітів Rave Report
- Вдосконалений Code Insight
- Вдосконалений зневаджувач
- Вдосконалення в технології DataSnap
- Підтримка тем Windows XP
- Інструмент ModelMaker

Ця версія є найстабільнішою, найшвидшою і найвживанішою версією з усього першого покоління Delphi; в цій версії значно знижені вимоги до апаратного забезпечення. Багато розробників використовують Delphi 7 навіть в середині 2010-х років.
Проте, навіть у цій версії Delphi виявлено певну кількість помилок, в зв'язку з чим спільнота Delphi створила свого часу власний Проект відродження Delphi. Архів оригіналу за 25 червня 2009. Процитовано 5 серпня 2009. з метою виправлення всіх наявних помилок.

### Borland Delphi 6
Версія: 6.0
Дата виходу: 21 травня 2001
Шоста версія впроваджує новий функціонал та поліпшення як безпосередньо в середовищі і компіляторі, так і в підтримці та інтеграції доступних розробнику технологій.
Зміни і вдосконалення цієї версії:
- Компоненти для роботи з мережею Інтернет
- WebSnap для швидкої розробки вебзастосунків
- BizSnap для інтеграції вебслужб B2B
- DataSnap для створення високопродуктивних проміжних програмних прошарків
- Вдосконалено підтримку XML
- Вдосконалено підтримку COM/ActiveX
- Підтримка баз даних DBExpress
- Кросплатформова бібліотека CLX
- Багатоплатформова розробка (підтримка Linux)
- Нові директиви мови програмування Delphi і компілятора

Також 7 березня 2001 року з'являється версія для багатоплатформової розробки Borland Kylix, вер. 1.0, яка замість VCL використовує бібліотеку CLX і дозволяє вести розробку під Linux.

### Borland Delphi 5
Версія: 5.0
Дата виходу: 10 серпня 1999
П'ята версія Delphi виходить під гаслом «Високопродуктивна розробка для Інтернет».
В цій версії з'являються:
- Підтримка розкладок робочого простору середовища розробки
- Концепція фреймів
- Підтримка паралельної розробки TeamSource
- Підтримка інтернаціоналізації (перекладів)
- Покращений вбудований зневаджувач
- Підтримка XML
- Підтримка ADO
- Вдосконалення CORBA і MIDAS 3

### Inprise Delphi 4
Версія: 4.0
Дата виходу: 17 червня 1998
В четвертій версії Delphi зроблений акцент на розробку програмних засобів для розподілених обчислень.
Нові функції і вдосконалення цієї версії:
- Підтримка технології CORBA
- Високо-продуктивні драйвери для роботи з базами даних
- Покращена підтримка OLE та COM
- Взаємодія з Java[32]
- AppBrowser
- Підтримка і інтеграція в Windows 98
- Підтримка Microsoft Transaction Server
- Підтримка Microsoft BackOffice

Зміни в бібліотеці VCL:
- реалізація візуальних доків
- реалізація візуальних якорів
- реалізація візуальних обмежень

В мові програмування Object Pascal з'являються:
- динамічні масиви
- перевантаження методів
- значення за умовчанням для параметрів методів/функцій/процедур

### Borland Delphi 3
Версія: 3.0
Дата виходу: 5 серпня 1997
Третя версія Delphi поєднує в собі найбільш повний набір візуальних, високопродуктивних, клієнт-серверних інструментів для створення розподілених застосунків масштабу підприємства та вебзастосунків.
Нові функції і вдосконалення цієї версії:
- Технологія Code Insight
- Зневадження DLL
- Шаблони компонентів
- Компоненти TDecisionCube і TTeeChart
- Технологія WebBroker
- Технологія ActiveForms
- Пакунки компонентів
- Інтеграція з COM через інтерфейси

### Borland Delphi 2
Версія: 2.0
Дата виходу: 10 лютого 1996
У другій версії Delphi з'являються:
- 32-бітний компілятор
- Повна підтримка і інтеграція в Windows 95
- Вдосконалена візуальна таблиця даних TDBGrid
- Підтримка OLE Automation
- Гнучкий тип даних variant
- Довгі текстові рядки
- Візуальне наслідування форм.

### Borland Delphi
Версія: 1.0
Дата виходу: 14 лютого 1995
Перша версія Delphi, на момент свого виходу, була найпотужнішим інструментом швидкої розробки програмного забезпечення компанії Borland. Це середовище надає широкі можливості об'єктно-орієнтованої розробки програм:
- Оптимізувальний нативний 16-бітний компілятор
- Інтегроване середовище розробки
- Потужний редактор вихідного коду
- Візуальна бібліотека компонентів VCL
- Мова програмування Object Pascal
- Вбудований зневаджувач
- Рушій баз даних Borland Database Engine
- Локальний сервер InterBase 4.0
- Візуальний генератор звітів ReportSmith 2.5
- Багата вбудована документація і допомога

### Kylix
У 2001-ому році була представлена версія Delphi для операційної системи Linux під назвою Kylix. Якщо в Delphi використовувалась бібліотека компонентів VCL, щільно зв'язана з Windows, то в Kylix її замінила бібліотека компонентів CLX, базована на Qt. Слід зазначити, що бібліотека CLX входила до складу Delphi, починаючи з 6-ї версії, що дозволяло розробляти багатоплатформові застосунки і в Delphi. Стратегічною помилкою стало базування CLX на бібліотеці Qt, в результаті чого помилки самої CLX накладалися на помилки Qt. Крім того, існувала жорстка прив'язка CLX до версій Qt, що ускладнювало супровід застосунків. Були й проблеми з багатоплатформністю при використанні Qt. Враховуючи перелічені проблеми і низький рівень продажів, було випущено всього три версії Kylix, після чого її випуск було припинено.